# Microgale brevicaudata
El tenrec musaraña de cola corta (Microgale brevicaudata) es una especie de mamífero placentario de la familia Tenrecidae. Es endémico en Madagascar. 

## Distribución
Microgale brevicaudata es endémico en la isla de Madagascar. Se cree que arribó a Madagascar flotando en balsas de escombros. Madagascar se separó del continente africano hace más de 100 millones de años, antes de la aparición de la mayoría de los grupos de mamíferos.

## Hábitat
El tenrec musaraña de cola corta vive en la selva lluviosa y en bosques húmedos. Sin embargo, se ha observado en matorrales, praderas, pantanos y áreas de cultivo en las montañas de Madagascar.

## Características
Microgale brevicaudata es tenrec pequeño similar a una musaraña. Pesa de 7 a 12 g y tiene de 6,6 a 7 cm. La longitud de la cola es de 3,3 cm. Es de color café obscuro, con garganta y abdomen gris, con finos anillos en su cola. Su pelaje es ralo pero su piel es suave. Tiene orejas grandes de color gris púrpura. Tiene 5 dedos y tiene marcha plantígrada. Los miembros anteriores son más cortos que los posteriores. Su cola es prensil. El género al que pertenece es inusual al tener 47 vértebras, más que los otros tenrecs. Tanto los machos como las hembras tienen cloaca. Los machos poseen un pene retráctil con un báculo. Todos los integrantes del género Microgale tienen los testículos en la pelvis y su posición no cambia antes del apareamiento.

## Comportamiento
Microgale brevicaudata es activo durante el día y la noche. Algunas investigaciones indican que es semi fosorial. Como todos los mamíferos pequeños debe alimentarse constantemente para sobrevivir, lo cual hace durante todo el día y la noche. Se alimenta de insectos, y pequeños vertebrados.

## Estado de conservación
En 2008 fue catalogado en la Lista Roja de la UICN como especie con preocupación menor LC (del inglés Least Concern), por ser una especie ampliamente distribuida, fácilmente adaptable a los cambios de hábitat, por distribuirse en muchas zonas protegidas y por no existir evidencia de una rápida declinación de la población.